# 湯普森維爾 (密歇根州)
湯普森維爾（英語：Thompsonville）是位於美國密歇根州本西縣的一個村。

## 人口
根據2020年美國人口普查的數據，湯普森維爾的面積為2.58平方千米，當中陸地面積為2.58平方千米，而水域面積為0.00平方千米。當地共有人口451人，而人口密度為每平方千米174人。